# Klaus Große Kracht
Klaus Große Kracht (* 1969) ist ein deutscher Historiker. Seine Forschungsschwerpunkte liegen auf der Religionsgeschichte des 19. und 20. Jahrhunderts, der Kulturgeschichte sowie auf der Theorie und Geschichte der Geschichtswissenschaft.

## Leben
Von 1990 bis 1996 studierte Klaus Große Kracht Geschichtswissenschaft, Philosophie und Pädagogik an der Universität Bielefeld und an der École des Hautes Études en Sciences Sociales in Paris. Im Jahr 2000 wurde er im Fach Geschichte an der Universität Bielefeld und an der École des Hautes Études en Sciences Sociales promoviert (dt.-franz. „co-tutelle“). Von 1999 bis 2001 war Große Kracht Wissenschaftlicher Mitarbeiter bei Friedrich Wilhelm Graf an der Evangelisch-Theologischen Fakultät der Universität München. Von 2001 bis 2008 arbeitete er als Wissenschaftlicher Mitarbeiter am Zentrum für Zeithistorische Forschung in Potsdam.
Seit 2008 war Klaus Große Kracht Nachwuchsgruppenleiter am Exzellenzcluster „Religion und Politik in den Kulturen der Vormoderne und Moderne“ der Universität Münster sowie Mentor der darin integrierten Graduiertenschule. Im Jahr 2013 habilitierte er sich im Fach Neuere und Neueste Geschichte an der Universität Münster. Zwischenzeitlich vertrat er die Professur für Neuere und Neueste Geschichte am Historischen Seminar der Universität Münster und wurde 2019 zum außerplanmäßigen Professor ernannt. Von 2019 bis 2022 arbeitete er in einem Forschungsteam der Universität Münster, das sich mit der Aufarbeitung des sexuellen Missbrauchs von Minderjährigen durch Priester des Bistums Münster beschäftigte. Ab 2020 war er gemeinsam mit Thomas Großbölting mit der Projektleitung betraut. 2022 wechselte er an die Forschungsstelle für Zeitgeschichte in Hamburg, lehrt aber weiterhin an der Universität Münster.
Klaus Große Kracht ist verheiratet und hat eine Tochter. Sein Bruder ist der Sozialethiker Hermann-Josef Große Kracht.

## Ehrungen
Im Jahr 2013 erhielt Klaus Große Kracht den Wuppertaler Lehrlöwen der Bergischen Universität Wuppertal, einen Preis für besonders gute Lehre.

## Publikationen (Auswahl)
Monographien
- Zwischen Berlin und Paris: Bernhard Groethuysen (1880–1946). Eine intellektuelle Biographie. Max Niemeyer, Tübingen 2002.
- Die zankende Zunft. Historische Kontroversen in Deutschland nach 1945. Vandenhoeck & Ruprecht, Göttingen 2005.
- Die Stunde der Laien? Katholische Aktion in Deutschland im europäischen Kontext 1920–1960. Ferdinand Schöningh, Paderborn 2016.
- Macht und sexueller Missbrauch in der katholischen Kirche. Betroffene, Beschuldigte und Vertuscher im Bistum Münster seit 1945 (mit Bernhard Frings, Thomas Großbölting, Natalie Powroznik und David Rüschenschmidt), Freiburg 2022, ISBN 978-3-451-38995-5.

als Herausgeber
- mit Martin Sabrow, Ralph Jessen: Zeitgeschichte als Streitgeschichte. Große Kontroversen seit 1945. Beck, München 2002.
- mit Vera Ziegeldorf: Wirkungen und Wahrnehmungen des Ersten Weltkrieges (= Historisches Forum, 3) Clio-online, Berlin 2004.
- mit Friedrich Wilhelm Graf: Religion und Gesellschaft. Europa im 20. Jahrhundert. Böhlau, Wien 2007.
- mit Jörg Baberowski, Jan-Holger Kirsch: Gewalt: Räume und Kulturen. Zeithistorische Forschungen, 5, H. 1. Vandenhoeck & Ruprecht, Göttingen 2008.
- mit Thomas Großbölting und Jan-Holger Kirsch: Religion in der Bundesrepublik Deutschland. Zeithistorische Forschungen, 7, H. 3, ebd. 2010.
- mit Hermann-Josef Große-Kracht: Religion, Recht, Republik. Studien zu Ernst-Wolfgang Böckenförde. Schöningh, Paderborn 2014.
- mit Thomas Großbölting und Meik Woyke: „Sagen, was ist“. Walter Dirks in den intellektuellen und politischen Konstellationen Deutschlands und Europas, J.H.W. Dietz Nachf., Bonn 2019.